# Tarachodes monstrosus
Tarachodes monstrosus es una especie de mantis de la familia Tarachodidae.

## Distribución geográfica
Se encuentra en Etiopía Somalia y en Uganda.